# لس آلامس
لس آلامس (به اسپانیایی: Los Álamos) یک شهرستان در شیلی است که در استان آرائوکو واقع شده‌است. لس آلامس ۵۹۹٫۱ کیلومتر مربع مساحت و ۱۹٬۴۹۴ نفر جمعیت دارد و ۱۷۷ متر بالاتر از سطح دریا واقع شده‌است.